# DAF Museum

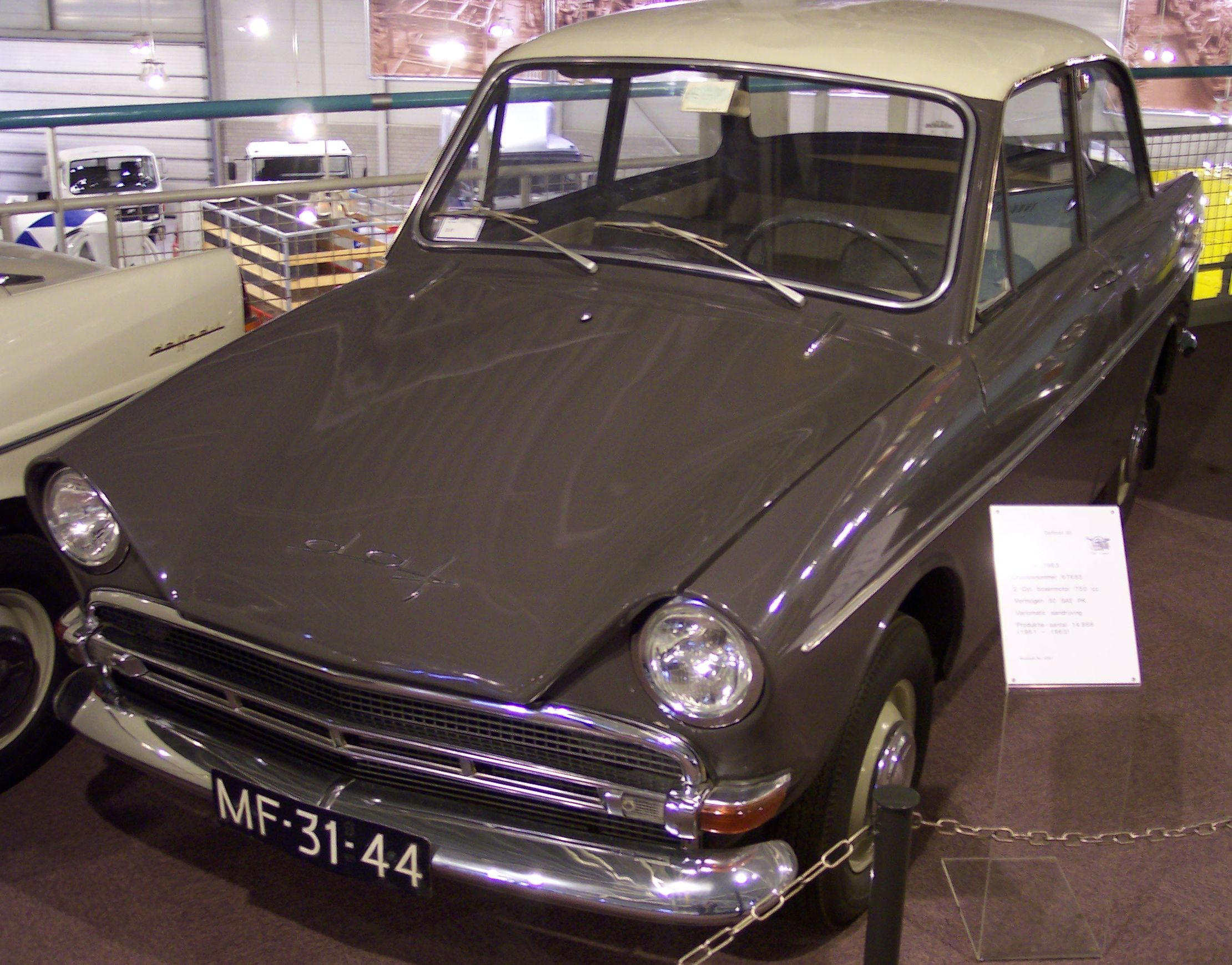
DAF 30

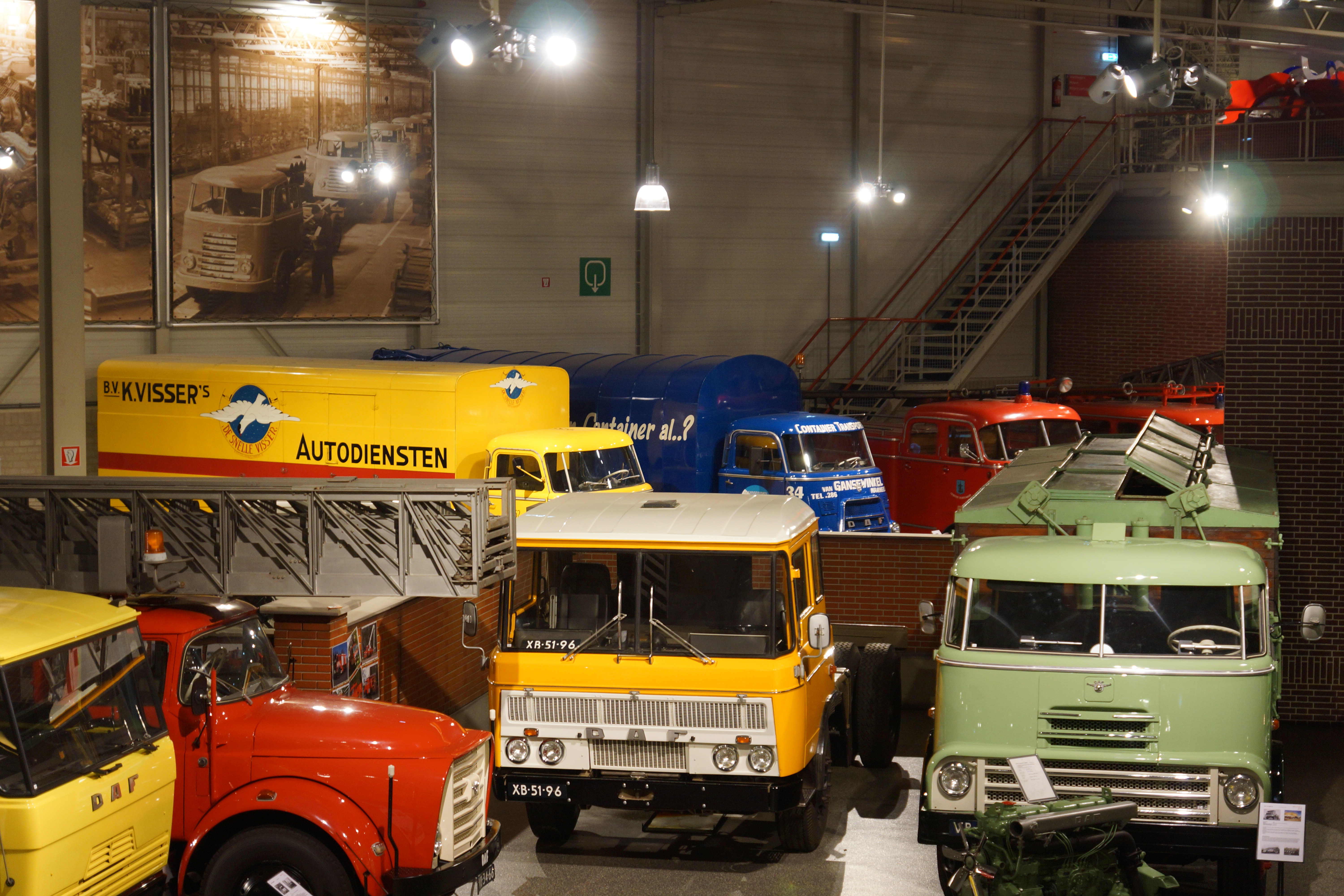
Een aantal vrachtwagens in het museum

Het DAF Museum is een museum in Eindhoven dat zich richt op de geschiedenis van Van Doorne's Automobiel Fabriek, kortweg DAF. Het bevindt zich in het Eindhovense stadsdeel Tongelre. 

## Gebouw
Het gebouw waarin het museum gevestigd is, is een industrieel monument. Het is in 1884 gebouwd als Stoom-bierbrouwerij "De Valk". Dit was jarenlang de grootste brouwerij van Eindhoven. In 1893 werd aan de linkerzijde een gepleisterde aanbouw met kantoorruimte bijgebouwd. Rond 1920 werd aan de rechterzijde een silo met hijsinrichting gebouwd.
Vanaf de jaren 50 van de 20e eeuw werd overgeschakeld op de handel in ijs en koolzuurgas en heette het bedrijf IJsfabriek Ant. Coolen & Co.. De ijsstaven werden in de plaatselijke cafés gebruikt voor het koelen van bier. In de jaren 80 van de 20e eeuw werd dit bedrijf overbodig en stopte de productie.
Hierna werd het gebouw onder meer gebruikt als oefenruimte voor een rugbyclub, maar in 1993 vestigde het DAF Museum zich in dit gebouw, dat nauw verbonden is met de DAF-historie. Het is geklasseerd als rijksmonument.
Achter het gebouw begon Hub van Doorne in 1928 met zijn aanhangwagenfabriekje (toen nog Van Doorne's Aanhangwagen Fabriek genaamd), als een soort smidse. Hieruit is later het bedrijf DAF voortgekomen. Brouwerij directeur Huengens verschafte Hub aanvankelijk het eerste krediet van ca. 10000 gulden, een flink bedrag in die tijd. Dhr. Huenges deed dit aanbod als dank aan Hub van Doorne die zijn slecht lopende amerikaanse auto (Steams Knight) flink had opgeknapt, want daar mankeerde van alles aan. Zo zat er ook een hinderlijke tik of klop in de complexe 'schuivenmotor', waarbij 'schuiven' de gaswisseling verzorgden i.p.v. het gebruikelijke kleppenmechanisme. Hub -een echte techneut- wist deze problemen 'eenvoudig' op te lossen. In 1931 verhuisde het bedrijfje naar een ander gebouw.

## Museum
In het museum zijn vooral veel DAF-voertuigen tentoongesteld, waaronder sportwagens en prototypen. Veel van deze prototypen zijn auto's die nooit in productie zijn genomen. Een voorbeeld is de koninklijke strandauto, die door Giovanni Michelotti werd ontworpen op basis van een DAF Daffodil 31 en als strandwagen dienstdeed in Porto Ercole. Ook voor de grote collectie van vrachtwagens is een deel van het museum ingericht. Centraal in dit deel van het museum staan de trucks van 'toen', waaronder vrachtauto's, autobussen en speciale voertuigen zoals legertrucks, brandweerwagens, een betonmixer en een takelwagen. Er is ook een aantal race- en rallytrucks tentoongesteld waaronder de Turbo-Twin, de winnende rallytruck van Jan de Rooy uit 1987. Een van de laatste aanwinsten is de "koninklijke bus" van de Nederlandse koninklijke familie.
Op de eerste verdieping van het museum is een overzicht van de DAF-personenautohistorie te bezichtigen. Er staan bijna honderd verschillende DAF-personenauto's en voertuigen die daarvan zijn afgeleid. Ook de geschiedenis van de Variomatic oftewel "het pientere pookje" is te zien tot en met de CVT die anno 2007 door vele automerken als automatische versnellingsbak wordt gebruikt.Inmiddels zijn er van deze CVT ruim 13 miljoen geproduceerd. De Duwbandenfabriek is inmiddels overgegaan naar Bosch.
Het DAF Museum is naast het Louwman Museum het enige gecertificeerde automobielmuseum van de Museum Vereniging Nederland. Ze staan beide in de lijst van gecertificeerde musea.

### Paccar Wing
In 2020 is een nieuw gedeelte aan het DAF museum toegevoegd, de zg. Paccar Wing (genoemd naar het huidige amerikaanse moederbedrijf Paccar). Hierin is een permanent overzicht te zien van de motoren die van 1992 tot heden werden ontwikkeld om stapsgewijs -met steeds toenemende complexiteit- aan de wettelijk voorgeschreven emissie-eisen te voldoen van Euro 1 t/m Euro 6. Duidelijk is de immens grote dalende trend te zien in de uitstoot van partikels (roetdeeltjes) en stikstofoxiden (NOx). Beide waarden zijn gereduceerd naar ca. 5% van de oorspronkelijke waarden die ze op het moment van Euro 1 hadden! DAF motoren hebben een zeer goede reputatie en worden ook in Amerika (Kenworth- en Peterbilt trucks) toegepast onder de naam Paccar engines.
In deze vleugel worden regelmatig wisselende tentoonstellingen gehouden. Zo was in 2021 een tentoonstelling gewijd aan Giovanni Michelotti (de stylist van de meeste DAF personenenwagens:  Daf 31 en Daf 32), Daf 44, Daf 55, Daf 46 etc.). In begin 2022 is er aandacht voor de Paris-Dakar Trucks.

### Trucknasium
Het Trucknasium is een opleidingsinstituut voor kinderen van de bovenbouw van het basisonderwijs en de onderbouw van het voortgezet onderwijs, waarbij kinderen op een speelse, interactieve manier kennis kunnen nemen van techniek en met name voertuigtechniek, verkeersveiligheid, transport en milieu.
Het Trucknasium heeft een windtunnel op schaal, waarin de luchtweerstand van voertuigen op schaal kan worden gemeten. De kinderen kunnen zelf meten en gaan ontdekken wat het effect is van de vorm van de truck op de luchtweerstand en dus ook op het brandstofverbruik. Daarnaast is er ook een truck op schaal waarbij de leerlingen ook zelf kunnen meten aan de zogenaamde rolweerstand van het voertuigje. Dit geeft hen ook inzicht welke factoren daarin een rol spelen en ook weer het effect op het brandstofverbruik. Met name draait het hier om de belading en de bandenspanning.
Verder zijn er de volgende lesmodulen:
- Energie Efficiënt Transport
- CO2 en vervoer
- Veiliger verkeer
- Robotica

De kinderen krijgen ook een rondleiding door het museum, waarbij ook een quiz tot de mogelijkheden behoort. Dit kan een "schriftelijke quiz" voor kinderen zonder mobiel zijn of een digitale quiz via de Kahoot!-app met een mobieltje.